# Chanov
Chanov (německy Khan) je místní část obce Obrnice. Osada Chanov leží v okrese Most v Ústeckém kraji asi dva kilometry východně od města Mostu a půl kilometru jihozápadně od Obrnic v nadmořské výšce 200 metrů. Zástavba je situována na pravém břehu řeky Bíliny. Ze severu je ohraničena řekou Bílinou, z jihu silnicí č. 13. Chanovské katastrální území má rozlohu 746,49 ha.

## Název
Název vesnice byl odvozen z příjmení Chán ve významu Chánův dvůr. V historických pramenech se jméno vsi objevuje ve tvarech: Cam (1368), z chanowa (1550), Kahn (1787) a Khan nebo česky Kainow (1846).

## Historie
První písemná zmínka o Chanovu pochází z roku 1368, kdy je v listině zmínka o jistém Theodoricu de Cam, snad se jednalo o faráře pocházejícího z této vsi. Ve vesnici se nacházel statek s mlýnem, který byl tradičně majetkem mosteckých křižovníků s červenou hvězdou. Na počátku 20. století se nedaleko obce těžilo hnědé uhlí v malé šachtě.
Do poloviny dvacátého století tvořili tradičně většinu obyvatel Němci, po druhé světové válce bylo původní obyvatelstvo nuceně vysídleno.
Po roce 1949 zde bylo založeno jednotné zemědělské družstvo, které však počátkem šedesátých let 20. století zaniklo.
V roce 1850 se Chanov stal samostatnou obcí přidruženou ke Vtelnu. Po roce 1869 se stal osadou Vtelna, v letech 1900–1960 byl opět samostatnou obcí. Při územní reformě v roce 1960 byl místní národní výbor v Chanově zrušen a obec připojena jako osada k obci Obrnice.
Chanov je s Mostem spojen silnicí, která se ve vesnici jmenuje Chanovská ulice, a která dále pokračuje do Obrnic jako ulice Rudé armády. Ve vesnici je ještě ulice Železničářů.

## Obyvatelstvo
Při sčítání lidu v roce 1921 ve vsi žilo 273 obyvatel (z toho 134 mužů), z nichž bylo sto Čechoslováků, 170 Němců, dva Židé a jeden cizinec. Většina se hlásila k římskokatolické církvi, ale šestnáct lidí bylo evangelíky, tři patřili k církvi československé, dva k izraelské, pět lidí k nezjišťovaným církvím a 71 jich bylo bez vyznání. Podle sčítání lidu z roku 1930 měla vesnice 235 obyvatel: 48 Čechoslováků, 182 Němců, jednoho Žida a čtyři cizince. Kromě osmi evangelíků, dvou členů církve československé, dvou židů a 32 lidí bez vyznání byli římskými katolíky.
|                                                                  | 1869 | 1880 | 1890 | 1900 | 1910 | 1921 | 1930 | 1950 | 1961 | 1970 | 1980 | 1991 | 2001 | 2011 |
| ---------------------------------------------------------------- | ---- | ---- | ---- | ---- | ---- | ---- | ---- | ---- | ---- | ---- | ---- | ---- | ---- | ---- |
| Obyvatelé                                                        | 120  | 151  | 163  | 186  | 276  | 273  | 235  | 156  | 147  | 135  | 108  | 82   | 104  | 91   |
| Domy                                                             | 24   | 27   | 29   | 33   | 36   | 42   | 46   | 46   | —    | 36   | 32   | 33   | 30   | 32   |
| Počet domů z roku 1961 je zahrnut v domech místní části Obrnice. |      |      |      |      |      |      |      |      |      |      |      |      |      |      |